# Buzy-Darmont
Buzy-Darmont település Franciaországban, Meuse megyében. Lakosainak száma 524 fő (2022. január 1.). Buzy-Darmont Béchamps, Boinville-en-Woëvre, Gussainville, Hennemont, Lanhères, Parfondrupt és Saint-Jean-lès-Buzy községekkel határos.

## Népesség
A település népességének változása:
| Lakosok száma | 433  | 495  | 548  | 568  | 569  | 566  | 559  | 549  | 541  | 524  |
|               | 1968 | 1982 | 1990 | 2006 | 2013 | 2015 | 2017 | 2019 | 2020 | 2022 |